# Aimbot
Automate de visée
Un aimbot (ou « automate de visée » en français, également parfois mentionné sous l'appellation « programme d'aide à la visée ») est une technique de triche permettant de viser et tirer automatiquement sans que le joueur ait à intervenir. Ces aimbots vont du programme simple qui tire sur des modèles de joueurs colorés à d'autres, extrêmement sophistiqués détectant les masques de collision des joueurs en puisant directement dans la mémoire du serveur. Les aimbots les plus sophistiqués ne tirent même pas automatiquement : lorsque le joueur tire près de l'ennemi, l'aimbot ne fait que l'aider en rendant le tir parfait avec un rapide déplacement du viseur.
Certains aimbots peuvent également viser devant l'ennemi et tirer des projectiles (roquettes, grenades…) là où il sera probablement, même s'il a été prouvé à maintes reprises que ce type d’aimbot (appelé projectile aimbot) possède une précision très approximative.
Ces aimbots sont la plupart du temps des programmes externes aux jeux, il ne s'agit donc pas de manipulations du code du jeu, donc il ne s'agit pas d'un bogue dans le jeu.

## SilentAim
Tout comme les aimbots, le SilentAim vise et tire automatiquement pour le joueur, à la différence qu'il masque complètement le hack aux yeux du client piraté et des autres joueurs, spectateurs y compris. En clair, Ce hack redirige les tirs vers les masques de collision ennemis sans que le joueur ait à déplacer son viseur, ce qui profite entre autres aux joueurs les plus rapides, qui peuvent tirer avec une précision parfaite tout en naviguant à travers la carte sans que les touches de déplacement ne soient altérées comme avec un aimbot traditionnel.

## Triggerbot
Ce type d'aimbot est le plus simple : il tirera automatiquement si un joueur se trouve sous le réticule de visée. 